# توفن
توفن (به لاتین: Toufen) یک شهر در تایوان است که در شهرستان میائولی واقع شده‌است.
جمعیت این شهر در سال ۲۰۱۵ میلادی ۱۰۳٬۲۶۲ نفر بوده است.